# Тайна Обервальда
«Тайна Обервальда» (итал. Il mistero di Oberwald) — кинофильм режиссёра Микеланджело Антониони, вышедший на экраны в 1981 году. Лента основана на пьесе Жана Кокто «Двуглавый орёл».

## Сюжет
На протяжении десяти лет после смерти своего мужа королева носит траур и скрывает своё лицо за вуалью. Она ведёт уединённый образ жизни, переезжая из замка в замок; вся власть в государстве принадлежит её свекрови и шефу полиции Фёну. Однажды, когда королева останавливается в замке Обервальд, в её покои попадает раненый молодой человек, преследуемый полицией. Она узнаёт в нём поэта и радикала, появившегося здесь с одной целью — убить её...

## В ролях
- Моника Витти — королева
- Франко Бранчьяроли — Себастьян
- Паоло Боначелли — граф Фён
- Луиджи Диберти — Вилленштайн
- Элизабетта Поцци — Эдит де Берг
- Амад Саха Алан — Тони